# Defäkogramm
Defäkogramm oder Defäkografie ist ein Begriff aus der Medizin und bezeichnet die radiologische Untersuchung der Stuhlentleerung (Defäkation). 
Dem Patienten wird peranal (durch den After) ein röntgendichtes Kontrastmittel appliziert, woraufhin er, unter Durchleuchtung mit Röntgenstrahlen, aufgefordert wird, den Enddarm zu entleeren. Die aufgezeichnete Sequenz von Röntgenaufnahmen erlaubt eine Beurteilung der Motorik der Beckenbodenmuskulatur sowie eine Beurteilung von Aussackungen des Enddarmes, so genannter Rektozelen. Die Defäkografie hat in der Diagnostik von Schließmuskeldysfunktionen, bei Stuhlinkontinenz und bei weiteren Dysfunktionen des Beckenbodens eine wichtige Bedeutung.
Als wesentliche Verbesserung der Röntgen-Defäkographie wird inzwischen auch die dynamische Kernspintomografie (MRT) des Beckenbodens vorgenommen, bei der im Gegensatz zu der konventionellen Defäkographie die Strahlenbelastung entfällt. Dabei wird der Enddarm mit Wasser oder Gel gefüllt, bevor Filmsequenzen des Beckens in sagittalen Bildebenen (seitliche Ansicht) aufgenommen werden. Bei der anschließenden Darmentleerung sind Funktion oder Fehlfunktion des Darms dabei anatomisch gut erkennbar. Spezielle Komplikationen wie Cystozele, Rektozele oder Enterozele werden dabei sicher erkannt.